# Янктонаи
Янктонаите са едно от двете основни племена на централното разделение на сиуксите, другото е янктон. Името янктонаи идва от Иханктонуанна – Малко село в края (от иханке – край и отонуахе – село, и На – умалително). По времето на Луис и Кларк (1804) янктонаите бродят в района на реките Биг Сиукс Ривър, Джеймс и Ред Ривър като мигрират тук от земите северно от Майл Лак в Минесота вероятно малко преди това. През 1823 г. Стивън Лонг споменава, че те са едно от важните племена на дакота, което живее в обширна територия, простираща се от Ред Ривър до Мисури. През 1855 г. се поменава, че живеят между реките Джеймс и Мисури, стигайки на север чак до Девилс Лейк.

## Население
Цифрите за населението на племето варират значително през годините. Луис и Кларк през 1806 г. дават около 500 войни или 1750 души общо. Стивън Лонг през 1823 г. дава 5200, Бюрото по индианските въпроси през 1842 г. – 6000, а през 1874 г. 2266. През 1885 г. в сиукските агенции са отчетени общо 6618 души, докато през 1886 г. броят им намалява до 5109. През 1909 г. в резервата Кроу Крийк в Южна Дакота са преброени 1019 души от племената долни янктонаи и някои долни брюле, минеконджу и оохенунпа. В резервата Стендинк Рок в Северна Дакота броят на горните янктонаи не е посочен отделно, но се предполага че са около 3500 през 1909 г. Други живеят във Форт Титън в Северна Дакота и в резервата Форт Пек в Монтана, но техният брой не е известен.

## Подразделения
Племето е разделено на две подплемена – Горни янктонаи и Долни янктонаи, всяко със своя организация. Луис и Кларк споменават като техни подразделения или групи Киюкса, Уазикуте, Хункпатина и още три, които не са идентифицирани. Джеймс Оуен Дорси дава следните подразделения:
Горни янктонаи
- Чан она (Уазикуте) – Стрелящите сред дърветата (Стрелящите сред боровете)
- Такини – Оцеляващите
- Шикшичена – Лоши от различен вид
- Бакихон – Раняващи себе си с ножове
- Киюкса – Нарушаващите (закона)
- Пабакса – Отрязани глави

Долни янктонаи (Хункпатина – Лагеруващите в края (на лагера))
- Путетемини – Мокри устни
- Шуникчека – Общи кучета
- Тахухаюта – Ядат остърганото от кожите
- Сан она – Стрелящи по бяло нещо (по бял бизон)
- Ихаша – Червени устни
- Итегу – Изгорени лица
- Птеютешни – Не ядят бизонови крави[2][1]